# 彻特西

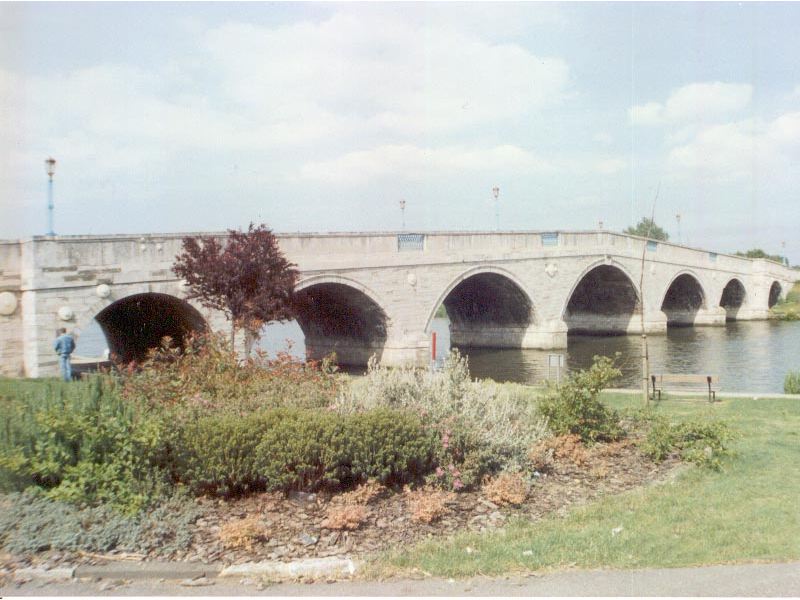
泰晤士河上的彻特西橋

彻特西（英語：Chertsey）是位於英格蘭薩里郡蘭尼米德區的一個集鎮，位於泰晤士河河畔，也屬於大倫敦都會區。距離查令十字西南29（18英里）。它是英格蘭最古老的鎮之一，歷史可以追溯到公元666年成立的彻特西修道院。在末日審判書上以“Certesi”之名出現。

## 外部連結
- 官方网站
- Chertsey Abbey
- Chertsey Local History
- Aerial photographs of Chertsey
- History of Chertsey Abbey and St. Peter's Church
- Chertsey T.V （页面存档备份，存于）